# Gerenday Antal
Gerenday Antal (Dömsöd, 1818. március 15. — Piszke, 1887. augusztus 7.) magyar szobrász. Kölcsey Ferenc szatmárcsekei síremlékének megalkotója. Fia Gerenday Béla szobrász.

## Élete, munkássága

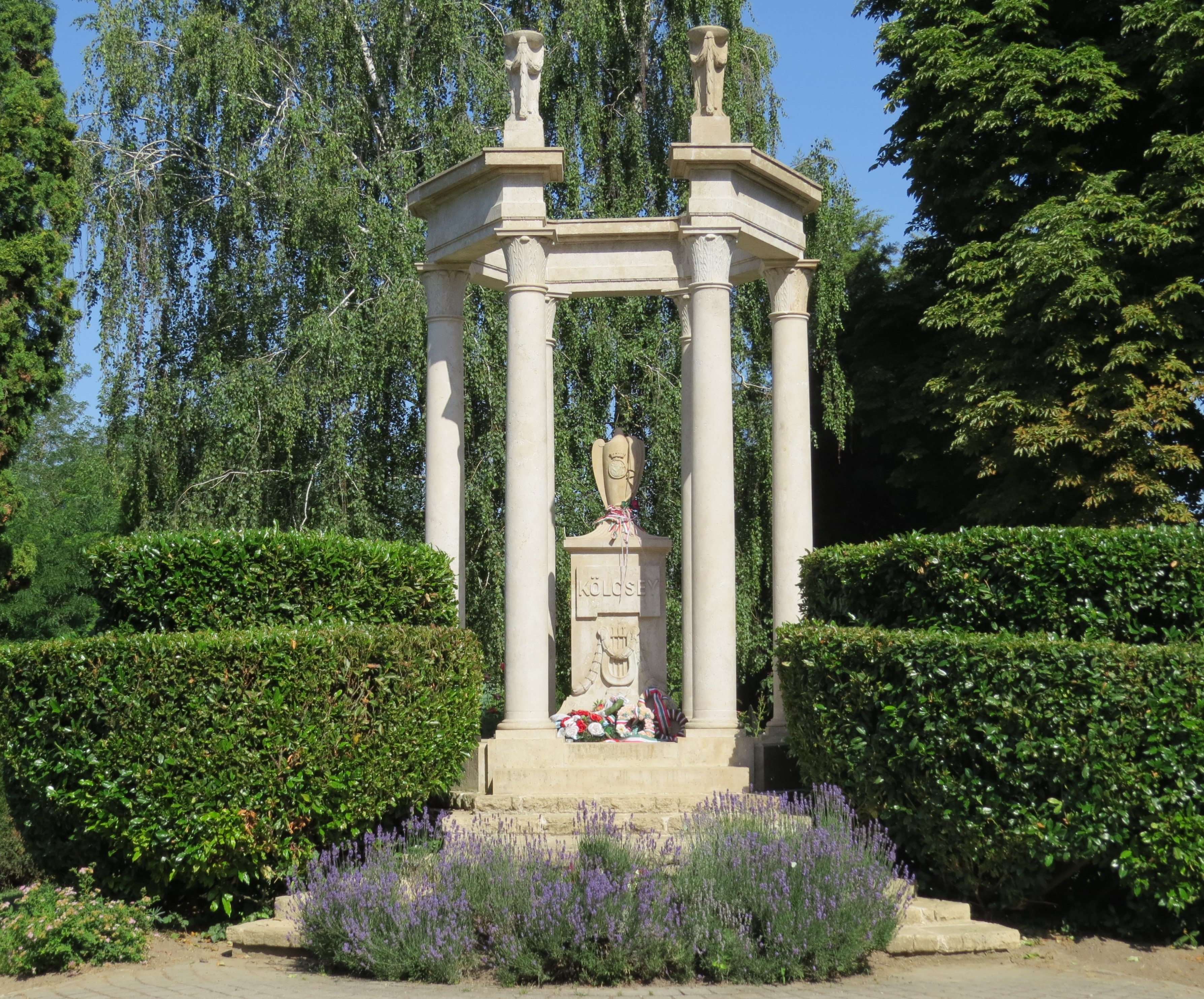
Kölcsey Ferenc fehér márványból készült síremléke, Szatmárcsekén

Életéről biztosan annyit tudunk, hogy az 1850-es évek elején már virágzó díszítőszobrászati és kőfaragóműhelye és sírkőtelepe volt Budapesten, a Kerepesi út végén. Gerenday Antal műhelyéből került ki a magyar művelődés számos kiemelkedő egyéniségének síremléke a Kerepesi temetőbe, köztük Garay Jánosé, Vörösmarty Mihályé, Lendvay Mártoné, Szentpétery Zsigmondé. Ő készítette el Vajda Péter síremlékét Szarvason, Kölcsey Ferencét Szatmárcsekén, Kisfaludy Sándorét Sümegen.
Figurális emlékszobrokat is készített historizáló stílusban, Kölcsey Ferenc márványoszlopon nyugvó mellszobrát Szatmárra, Petőfi Sándor emlékszobrot (1862) Kiskőrösnek.
Gerenday Antal 1887-ben hunyt el 69 éves korában. A Lábatlan területén fekvő úgynevezett piszkei temetőben nyugszik, síremléke 2009-től védett.

## Művei
- Album. Pest, 1862-64. (22 műlap.)
- Sirkerti nefelejtsek. Mellékletűl a «Siremlékek mű Albumá»-hoz, a vidékbeli ügynökségek alkalmi használatára. Pest, 1865. (Sírirat gyűjtemény, 221. szám).

## Egyéb hivatkozások
- Kempelen Béla: Magyar nemes családok I–XI. Budapest, Grill Károly Könyvkiadóvállalata, 1911–1932.
- „Anyag, Erő, Szorgalom” – 200 évvel ezelőtt született Gerenday Antal, az első magyar márványműgyár alapítója
- Gerenday Antal, a hazafias sírkőgyáros
- Ifj. Gerenday Antal: Egy darab pesti múlt a Gerenday-cég évszázados íróasztala mellől nézve, kézirat, 1972.
- Kemény Mária: A Gerenday-féle sírkőgyár története (1847–1952), Ars Hungarica 1983, 11. évf., 1–2. szám, 93–126.  Arcanum
- Lukácsy András: Lex Gerenday: Egy polgárcsalád 150 éve, Bp., Corvina, 2011.